# Szatałowo-1
Szatałowo-1, Szatałowo Pierwoje (ros. Шаталово-1, Шаталово 1-е) – osiedle typu wiejskiego w zachodniej Rosji, w osiedlu wiejskim Szatałowskoje rejonu poczinkowskiego w obwodzie smoleńskim.

## Geografia
Miejscowość położona jest nad rzeką Swiecza, 1,5 km od drogi federalnej R120 (Orzeł – Briańsk – Smoleńsk – Witebsk), w sąsiedztwie centrum administracyjnego osiedla wiejskiego (Szatałowo), 9 km od centrum administracyjnego rejonu (Poczinok), 58 km od stolicy obwodu (Smoleńsk).
W granicach miejscowości znajduje się 20 posesji.
Nie ma wyraźnych granic między miejscowościami Szatałowo a Szatałowo-1. Co więcej, są praktycznie połączone ze sobą.

## Demografia
W 2015 r. miejscowość zamieszkiwało 2035 osób.